# Pasaje (ciudad)
Pasaje, también conocida como Pasaje de las Nieves es una ciudad ecuatoriana; cabecera cantonal del Cantón Pasaje, así como la segunda urbe más grande y poblada de la Provincia de El Oro. Se localiza al sur de la región litoral del Ecuador, asentada en una extensa llanura, entre el río Jubones y el Palenque, a una altitud de 30 m s. n. m. y con un clima tropical de 25 °C en promedio.
De acuerdo con el censo de 2022, Pasaje tenía una población de 60.147 habitantes, lo que la convierte en la vigésima tercera ciudad más poblada del país. Forma parte de la área metropolitana de Machala, pues su actividad económica, social y comercial está fuertemente ligada a Machala, siendo ciudad dormitorio para miles de personas que se trasladan a aquella urbe por vía terrestre diariamente. El conglomerado alberga a 576.772 habitantes y ocupa la séptima posición entre las conurbaciones del Ecuador.
Sus orígenes datan del siglo XVIII, pero es a mediados del siglo XX, debido a la producción de banano, cuando presenta un acelerado crecimiento demográfico hasta convertirse en uno de los principales núcleos urbanos de la provincia. Es uno de los más importantes centros administrativos, económicos, financieros y comerciales de El Oro. Las actividades principales de la ciudad son la industria bananera y el comercio.

## Política
Territorialmente, la ciudad de Pasaje está organizada en cuatro parroquias urbanas, mientras que existen seis parroquias rurales con las que complementa el área total del Cantón Pasaje. El término «parroquia» es usado en el Ecuador para referirse a territorios dentro de la división administrativa municipal.
La ciudad y el cantón Pasaje, al igual que las demás localidades ecuatorianas, se rige por una municipalidad según lo previsto en la Constitución de la República. El Gobierno Autónomo Descentralizado Municipal de Pasaje, es una entidad de gobierno seccional que administra el cantón de forma autónoma al gobierno central. La municipalidad está organizada por la separación de poderes de carácter ejecutivo representado por el alcalde, y otro de carácter legislativo conformado por los miembros del concejo cantonal.
La Municipalidad de Pasaje se rige principalmente sobre la base de lo estipulado en los artículos 253 y 264 de la Constitución Política de la República y en la Ley de Régimen Municipal en sus artículos 1 y 16, que establece la autonomía funcional, económica y administrativa de la Entidad.

### Alcaldía
El poder ejecutivo de la ciudad es desempeñado por un ciudadano con título de alcalde del Cantón Pasaje, que es elegido por sufragio directo en una sola vuelta electoral, sin fórmulas o binomios en las elecciones municipales. El vicealcalde no es elegido de la misma manera, ya que una vez instalado el Concejo Cantonal se elegirá entre los ediles un encargado para aquel cargo. El alcalde y el vicealcalde duran cuatro años en sus funciones, y en el caso del alcalde, tiene la opción de reelección inmediata o sucesiva. El alcalde es el máximo representante de la municipalidad y tiene voto dirimente en el concejo cantonal, mientras que el vicealcalde realiza las funciones del alcalde de modo suplente mientras no pueda ejercer sus funciones el alcalde titular.
El alcalde cuenta con su propio gabinete de administración municipal mediante múltiples direcciones de nivel de asesoría, de apoyo y operativo. Los encargados de aquellas direcciones municipales son designados por el propio alcalde. Actualmente, el alcalde de Pasaje es Jovanny Coronel, elegido para el periodo 2023 - 2027.

### Concejo cantonal
El poder legislativo de la ciudad es ejercido por el Concejo Cantonal de Pasaje el cual es un pequeño parlamento unicameral que se constituye al igual que en los demás cantones mediante la disposición del artículo 253 de la Constitución Política Nacional. De acuerdo a lo establecido en la ley, la cantidad de miembros del concejo representa proporcionalmente a la población del cantón.
Pasaje posee siete concejales, los cuales son elegidos mediante sufragio (Sistema D'Hondt) y duran en sus funciones cuatro años, pudiendo ser reelegidos indefinidamente. El alcalde y el vicealcalde presiden el concejo en sus sesiones. Al recién instalarse el concejo cantonal por primera vez, los miembros eligen de entre ellos un designado para el cargo de vicealcalde de la ciudad.

### División Política
El cantón se divide en parroquias que pueden ser urbanas o rurales y son representadas por los Gobiernos Parroquiales ante la Alcaldía de Pasaje. La urbe tiene cuatro parroquias urbanas:
- Ochoa León
- Bolívar
- Loma de Franco
- Tres Cerritos

## Turismo
La ciudad se encuentra con una creciente reputación como destino turístico; a través de los años, Pasaje ha incrementado notablemente su oferta turística; actualmente, el índice turístico creció gracias a la campaña turística emprendida por el gobierno nacional, «All you need is Ecuador». El turismo de la ciudad se enfoca en su belleza natural y la  gastronomía. En cuanto al turismo ecológico, la urbe cuenta con espaciosas áreas verdes a su alrededor; la mayoría de los bosques y atractivos turísticos cercanos están bajo su jurisdicción.

## Transporte
El transporte público es el principal medio transporte de los habitantes de la ciudad y sus alrededores. La urbe posee un servicio de bus público urbano en expansión, y es una de las pocas ciudades orenses que cuenta con uno. El sistema de bus no es amplio y está conformado por pocas empresas de transporte urbano. La tarifa del sistema de bus es de 0,35 USD, con descuento del 50 % a grupos prioritarios (menores de edad, adultos mayores, discapacitados, entre otros). Además existen los buses interparroquiales e intercantonales para el transporte a localidades cercanas.
Gran parte de las calles de la ciudad están asfaltadas o adoquinadas, aunque algunas están desgastadas y el resto de calles son lastradas, principalmente en los barrios nuevos que se expanden en la periferia de la urbe.

#### Avenidas importantes
- Jubones
- Quito
- 9 de mayo
- Sucre
- Ochoa León
- Perimetral

## Educación
La ciudad cuenta con buena infraestructura para la educación. La educación pública en la ciudad, al igual que en el resto del país, es gratuita hasta la universidad (tercer nivel) de acuerdo a lo estipulado en el artículo 348 y ratificado en los artículos 356 y 357 de la Constitución Nacional. Varios de los centros educativos de la ciudad cuentan con un gran prestigio. La ciudad está dentro del régimen Costa por lo que sus clases inician los primeros días de abril y luego de 200 días de clases se terminan en el mes de febrero. La infraestructura educacional presentan anualmente problemas debido a sus inicios de clases justo después del invierno, ya que las lluvias por lo general destruyen varias partes de los plantes educativos en parte debido a la mala calidad de materiales de construcción, especialmente a nivel marginal.

## Economía
Pasaje es una ciudad de amplia actividad comercial. Alberga grandes organismos financieros y comerciales de la zona. Su economía se basa en el comercio, la ganadería y la agricultura. Pasaje por ser una zona agrícola, posee una gran variedad de producción los mismos que sirven tanto para exportación así mismo como para el consumo interno. Los principales ingresos de los pasajeños son el comercio formal e informal, los negocios, la agricultura y la acuicultura; el comercio de la gran mayoría de la población consta de pymes y microempresas, sumándose de forma importante la economía informal que da ocupación a miles de personas.
La actividad comercial y los beneficios que brindan se ven también a nivel corporativo, las oportunidades del sector privado al desarrollar modelos de negocios que generen valor económico, ambiental y social, están reflejadas en el desarrollo de nuevas estructuras, la inversión privada ha formado parte en el proceso del crecimiento de la ciudad, los proyectos inmobiliarios, urbanizaciones privadas, y oficinas, han ido en aumento, convirtiendo a la ciudad en un punto estratégico y atractivo para hacer negocios en la provincia.

## Medios de comunicación
La ciudad posee una red de comunicación en continuo desarrollo y modernización. En la ciudad se dispone de varios medios de comunicación como prensa escrita, radio, televisión, telefonía, Internet y mensajería postal. 
- Telefonía: Si bien la telefonía fija se mantiene aún con un crecimiento periódico, esta ha sido desplazada muy notablemente por la telefonía celular, tanto por la enorme cobertura que ofrece y la fácil accesibilidad. Existen 3 operadoras de telefonía fija, CNT (pública), TVCABLE y Claro (privadas) y cuatro operadoras de telefonía celular, Movistar, Claro y Tuenti (privadas) y CNT (pública).

- Radio: En la localidad existe una gran cantidad de sistemas radiales de transmisión nacional y local, e incluso de provincias y cantones vecinos.

- Medios televisivos: La mayoría de canales son nacionales, aunque se ha incluido canales locales recientemente. El apagón analógico se estableció para el 31 de diciembre de 2023.

## Deporte
La Liga Deportiva Cantonal de Pasaje es el organismo rector del deporte en todo el Cantón Pasaje y por ende en la urbe se ejerce su autoridad de control. El deporte más popular en la ciudad, al igual que en todo el país, es el fútbol, siendo el deporte con mayor convocatoria. El Club Deportivo Cantera del Jubones, y el Bonita Banana Sporting Club son equipos pasajeños en la Asociación de Fútbol Profesional de El Oro, que participa en el Campeonato Provincial de Fútbol de Segunda Categoría de El Oro. Al ser una localidad pequeña en la época de las fundaciones de los grandes equipos del país, Pasaje carece de un equipo simbólico de la ciudad, por lo que sus habitantes son aficionados en su mayoría de los clubes guayaquileños: Barcelona Sporting Club y Club Sport Emelec.
El principal recinto deportivo para la práctica del fútbol es el Estadio Carlos Falquez Batallas, ubicado en la avenida Quito. Es usado mayoritariamente para la práctica del fútbol y tiene capacidad para 5000 espectadores. El estadio es sede de distintos eventos deportivos a nivel local, así como es escenario para varios eventos de tipo cultural, especialmente conciertos musicales.